# 佐藤蓉子
佐藤 蓉子（さとう ようこ、1943年 - ）は、看護学者、慶應義塾大学看護医療学部教授。専門は地域看護学。

## 人物紹介
1943年生まれ。1987年、慶應義塾大学文学部哲学専攻卒業。北里大学大学院看護学研究科看護学専攻修士課程修了。臨床経験を経て、静岡県立大学短期大学部、広島大学医学部保健学科助教授を経て、2001年より慶應義塾大学看護医療学部教授に就く。